# Вила-Нова-да-Баркинья
Вила-Нова-да-Баркинья (порт.  Vila Nova da Barquinha; [vilɐ 'nɔvɐ dɐ bɐɾ'kiɲɐ]) — посёлок городского типа в Португалии, центр одноимённого муниципалитета в составе округа Сантарен. Численность населения — 3,5 тыс. жителей (посёлок), 7,6 тыс. жителей (муниципалитет). Муниципалитет входит в экономико-статистический регион Центральный регион и субрегион Медиу-Тежу. По старому административному делению входил в провинцию Рибатежу.
Покровителем посёлка считается Антоний Падуанский (порт. Santo António de Lisboa).
Праздник посёлка — 13 июня.

## Расположение
Посёлок расположен в 31 км северо-восточнее города Сантарен.
Муниципалитет граничит:
- на севере — муниципалитеты Томар, Абрантеш
- на востоке — муниципалитет Конштансия
- на юге — муниципалитет Шамушка
- на юго-западе — муниципалитет Голеган
- на западе — муниципалитет Энтронкаменту
- на северо-западе — муниципалитет Торреш-Новаш

## Население
| Население муниципалитета Вила-Нова-да-Баркинья (1801—2004) | Население муниципалитета Вила-Нова-да-Баркинья (1801—2004) | Население муниципалитета Вила-Нова-да-Баркинья (1801—2004) | Население муниципалитета Вила-Нова-да-Баркинья (1801—2004) | Население муниципалитета Вила-Нова-да-Баркинья (1801—2004) | Население муниципалитета Вила-Нова-да-Баркинья (1801—2004) | Население муниципалитета Вила-Нова-да-Баркинья (1801—2004) | Население муниципалитета Вила-Нова-да-Баркинья (1801—2004) | Население муниципалитета Вила-Нова-да-Баркинья (1801—2004) |
| ---------------------------------------------------------- | ---------------------------------------------------------- | ---------------------------------------------------------- | ---------------------------------------------------------- | ---------------------------------------------------------- | ---------------------------------------------------------- | ---------------------------------------------------------- | ---------------------------------------------------------- | ---------------------------------------------------------- |
| 1849                                                       | 1900                                                       | 1930                                                       | 1960                                                       | 1981                                                       | 1991                                                       | 2001                                                       | 2004                                                       |                                                            |
| 3034                                                       | 4336                                                       | 9011                                                       | 6547                                                       | 8167                                                       | 7553                                                       | 7610                                                       | 7878                                                       |                                                            |

## История
Посёлок основан в 1836 году.

## Районы
В муниципалитет входят следующие районы:
- Аталайа
- Мойта-ду-Норте
- Прайа-ду-Рибатежу
- Танкуш
- Вила-Нова-да-Баркинья